# Camptochaeta cladiator
Camptochaeta cladiator is een muggensoort uit de familie van de rouwmuggen (Sciaridae). De wetenschappelijke naam van de soort is voor het eerst geldig gepubliceerd in 1994 door Hippa and Vilkamaa.